# Du und Du

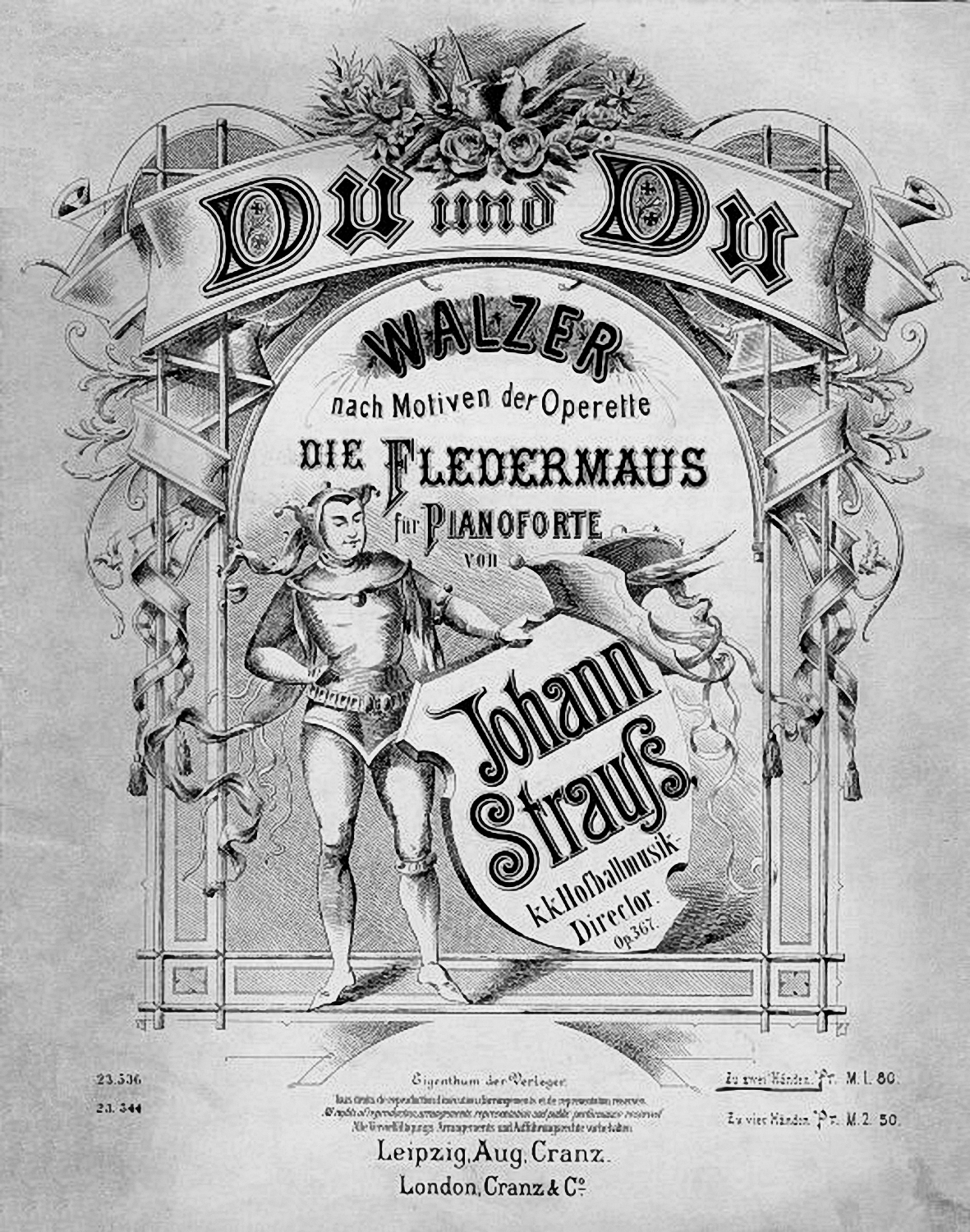
Klaverutdraget till Du und Du.

Du und Du, op. 367, är en vals av Johann Strauss den yngre. Den spelades första gången den 2 augusti 1874 i nöjeslokalen Schwenders Neue Welt i förorten Hietzing i Wien. 

## Historia
Valsen Du und Du bygger på motiv från Johann Strauss egen operett Läderlappen (premiär den 5 april 1874 på Theater an der Wien). Efter premiären på operetten for Strauss på en längre konsertturné till Italien. Det gav honom därför ont om tid att arrangera de sedvanliga separata orkesterstyckena med musikteman från operetten. Den 2 augusti höll Strauss broder Eduard Strauss en konsert. Tre dagar senare skrev en journalist i tidningen Fremden-Blatt följande artikel: "De två nyheterna förra söndagen i Carl Schwenders 'Neue Welt' bestod av polkan 'Augensprache' och valsen 'Fledermaus-Walzer', båda komponerade av konsertens dirigent Eduard Strauss. Båda verken fick tas om inte mindre än sex gånger". Det kan ha rört sig om en instrumentering gjord av Eduard. Men det ter sig inte troligt att Eduard skulle ha lagt ned så stort arbete på att förekomma sin broder. Mest sannolikt är att det är en och samma komposition, möjligen utan introduktion vid urpremiären.
Valsen Du und Du hämtar både titel och melodi från köravsnittet i akt II: "Brüderlein, Brüderlein und Schwesterlein" där alla dricker Du-skål. Andra melodier är hämtade från numren "Ha, welch ein Festl" (Akt II), "Genug damit, genug" (Akt II) och Adeles skrattsång "Mein Herr Marquis" (Akt II).

## Om valsen
Speltiden är ca 7 minuter och 40 sekunder plus minus några sekunder beroende på dirigentens musikaliska tolkning.
Polkan var ett av sex verk där Strauss återanvände musik från operetten Läderlappen:
- Fledermaus-Polka. Polka, Opus 362
- Fledermaus-Quadrille, kadrilj, Opus 363
- Tik-Tak-Polka, Schenll-Polka, Opus 365
- An der Moldau, Polka-francaise, Opus 366
- Du und Du, Vals, Opus 367
- Glücklich ist, wer vergißt!, Polkamazurka, Opus 368

## Weblänkar
- Du und Du i Naxos-utgåvan.